# Micromagia
La micromagia o close-up è un genere di magia realizzato a breve distanza dal pubblico.

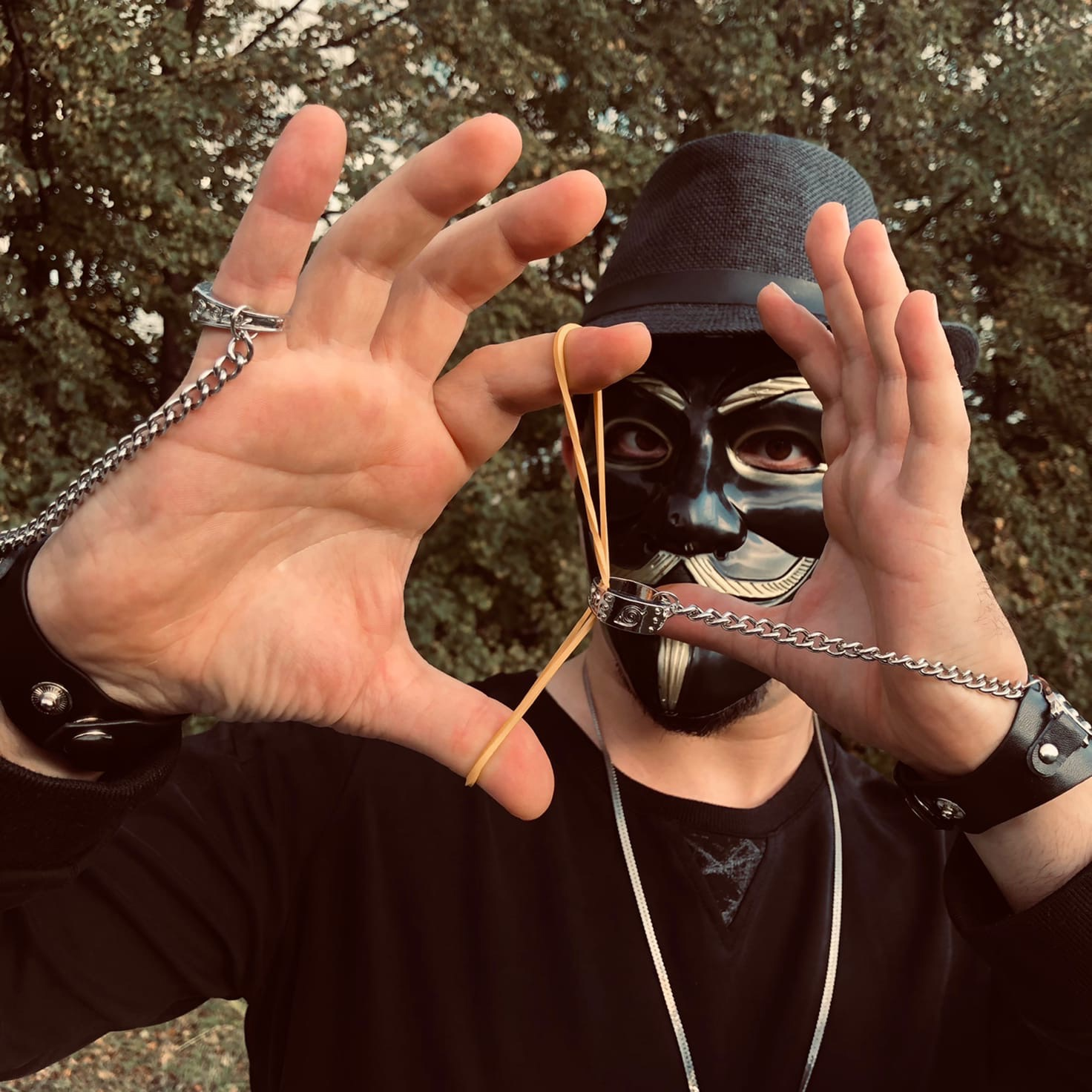
Un mago esegue un trucco magico ravvicinato con un elastico e un anello di metallo incatenato

 Viene realizzata normalmente stando seduti a tavola.. 
La micromagia è il genere di magia più praticato al mondo. Nella micromagia il mago combina la sua destrezza di mano ad alcune fioriture. il mago grazie alle sue abilità fa vedere al pubblico degli effetti spesso veloci . Invece le fioriture più che vere illusioni sono piccoli gesti di natura puramente estetica e di abilità manuale che possono servire a rafforzare l'effetto (ad esempio far roteare una carta prima di girarla e rivelarla essere la carta scelta) od condurre l'attenzione del pubblico in un certo punto. Sono più equivalenti alla giocoleria che all'inganno ed all'illusione. La maggior parte delle tecniche di close-up viene eseguita con false prese ed impalmaggi.
Le due principali forme di micromagia sono la cartomagia e la monetomagia. La prima è spesso considerata come un genere magico a parte. Quindi gli oggetti più usati sono carte e monete ma sono usati anche altri piccoli oggetti come tappi di bottiglia, cubi o palline di spugna, cubetti di zucchero o bussolotti. Molti maghi combinano anche più oggetti in un singolo trucco. Un famoso mago, Johnny Ace Palmer, produceva pulcini nella sua routine dei bussolotti e delle palline.

## Esempi di micromagia
Il Gioco delle 3 carte (Three Card Monte), Palline e bussolotti (Cups and Balls), Carta Ambiziosa (Ambitious Card), Matrix, Carta strappata e ricostruita (Torn and Restored Card).

## Closappisti famosi
Questa lista comprende maghi che si sono dedicati solamente alla micromagia o che durante la loro carriera si sono distinti in modo particolare eseguendo giochi di close-up.
- Derren Brown
- Martin Gardner
- Ricky Jay (Ricky Potash)
- Fred Kaps (Abraham Pieter Adrianus Bongers)
- Al Koran (Edward Doe)
- Orson Welles
- Tommy Wonder (Jacobus Maria Bemelman)
- Teller
- David Blaine
- Dai Vernon